# Ortoclasio
L'ortoclasio (simbolo IMA: Or) è minerale del gruppo del feldspato appartenente alla famiglia dei "silicati" e con composizione chimica K(AlSi3O8).
Strutturalmente appartiene ai tectosilicati ed è un polimorfo della kokchetavite, liebermannite, microclino e sanidino.

## Etimologia e storia
L'ortoclasio fu chiamato così nel 1823 da Johann Friedrich August Breithaupt che chiamo il minerale usando le parole greche ὀρθός ('orthos', dritto o retto) e κλάσις ('klasis', frattura), scelta dovuta all'ottima sfaldatura ad angolo retto del minerale.

## Classificazione
La classica nona edizione della sistematica dei minerali di Karl Hugo Strunz, aggiornata dall'Associazione Mineralogica Internazionale (IMA) fino al 2009, elenca l'ortoclasio nella classe "9. Silicati (germanati)" e da lì alla sottoclasse "9.F Tettosilicati senza H2O zeolitica"; questa è più finemente suddivisa in base alla struttura del minerale e alla presenza di eventuali anioni, in modo tale che l'ortoclasio possa essere trovato nella sezione nº 9.FA.30 insieme ad adularia, anortoclasio, buddingtonite, celsiana, feldspato, ialofane, microclino, monalbite, rubiclino e sanidino.
Tale suddivisione è mantenuta invariata anche dall'edizione successiva, proseguita dal database "mindat.org" e chiamata Classificazione Strunz-mindat, nella quale i minerali elencati cambiano leggermente e sono ferrisanidino, buddingtonite, rubiclino, monalbite, microcline, celsiana e sanidino.
Nella Sistematica dei lapis (Lapis-Systematik) di Stefan Weiß l'ortoclasio si trova nella classe dei "silicati" e nella sottoclasse dei "tectosilicati (con zeoliti)"; qui è nella sezione dei minerali "senza anioni non tetraedrici; gruppo del feldspato", dove forma il sistema nº VIII/J.06 insieme a buddingtonite, kokchetavite, sanidino, microclino, rubiclino, ialofane, celsiana, paracelsiana, esacelsiana e slawsonite.
Anche la classificazione dei minerali secondo Dana, usata principalmente nel mondo anglosassone, elenca l'ortoclasio nella famiglia dei "silicati"; qui è nella classe dei "tectosilicati: reticolo Al-Si" e nella sottoclasse dei tectosilicati "con griglia Al-Si", all'interno della quale si trova nella sezione dei "K (Na,Ba)-feldspati" dove forma il sistema nº 76.01.01 insieme a sanidine, ialofane, celsiana, microclino e anortoclasio.

## Abito cristallino

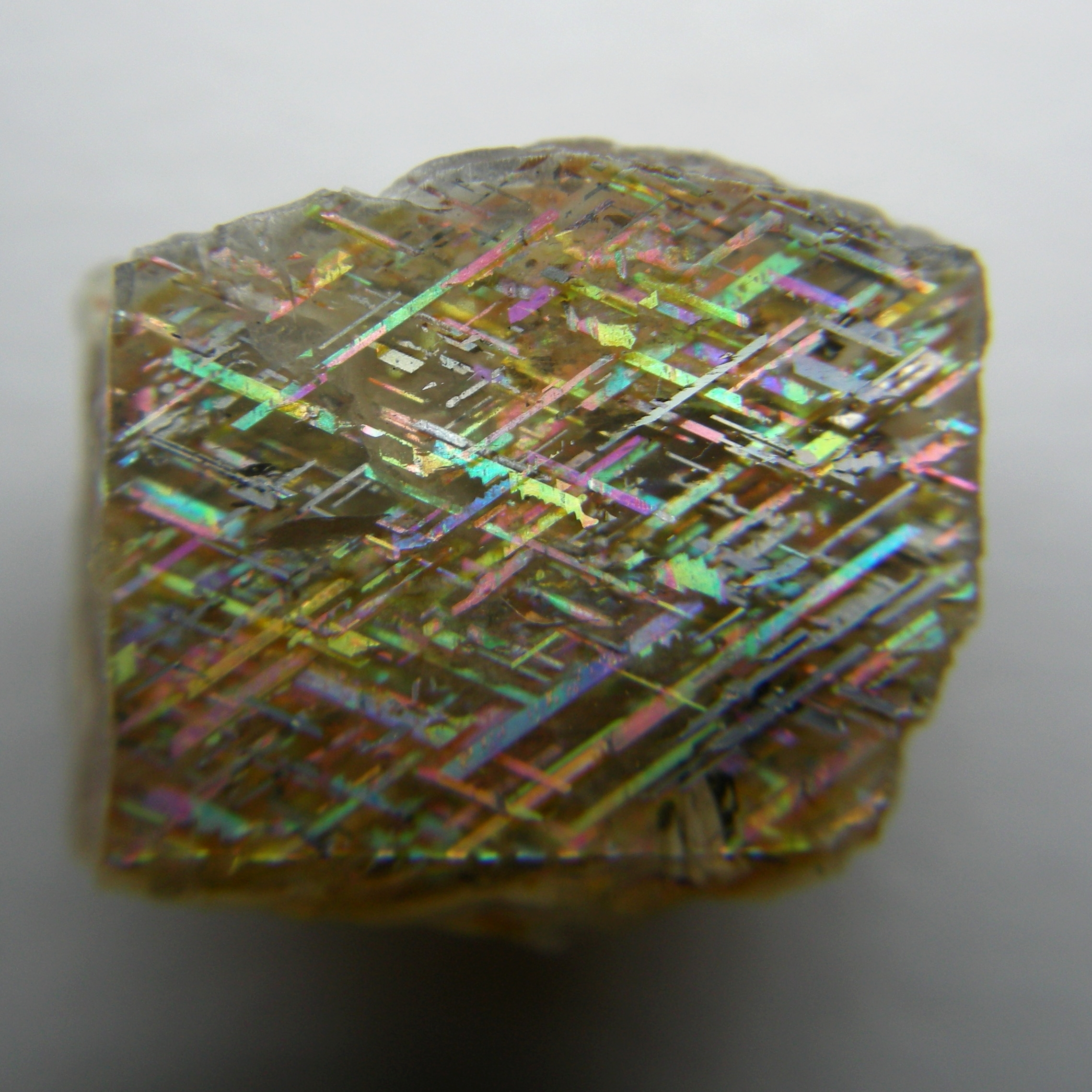
Ortoclasio con reticolo che mostra labradorescenza

L'ortoclasio cristallizza nel sistema monoclino nel gruppo spaziale B2/m con i parametri di cella a = 8,5632(11) Å, b = 12,963(14) Å, c = 7,299(11) Å e β = 116,073(9)°, oltre ad avere 4 unità di formula per cella unitaria.

## Origine e giacitura
L'ortoclasio può essere trovato nel feldspato comune di graniti, pegmatiti granitiche, sieniti, rioliti e trachiti ma anche nelle cavità dei basalti, in rocce metamorfiche di alto grado, ma anche negli scisti cristallini e gneiss. L'ortoclasio è anche il risultato di alterazione idrotermale potassica. Inoltre l'ortoclasio è autigenico e detritico. La paragenesi è con albite, berillo, biotite, muscovite e orneblenda.
L'ortoclasio è un minerale molto comune e sono numerosissimi i siti di ritrovamento sparsi per tutto il mondo.
Non è nota una località tipo per il minerale.

## Forma in cui si presenta in natura

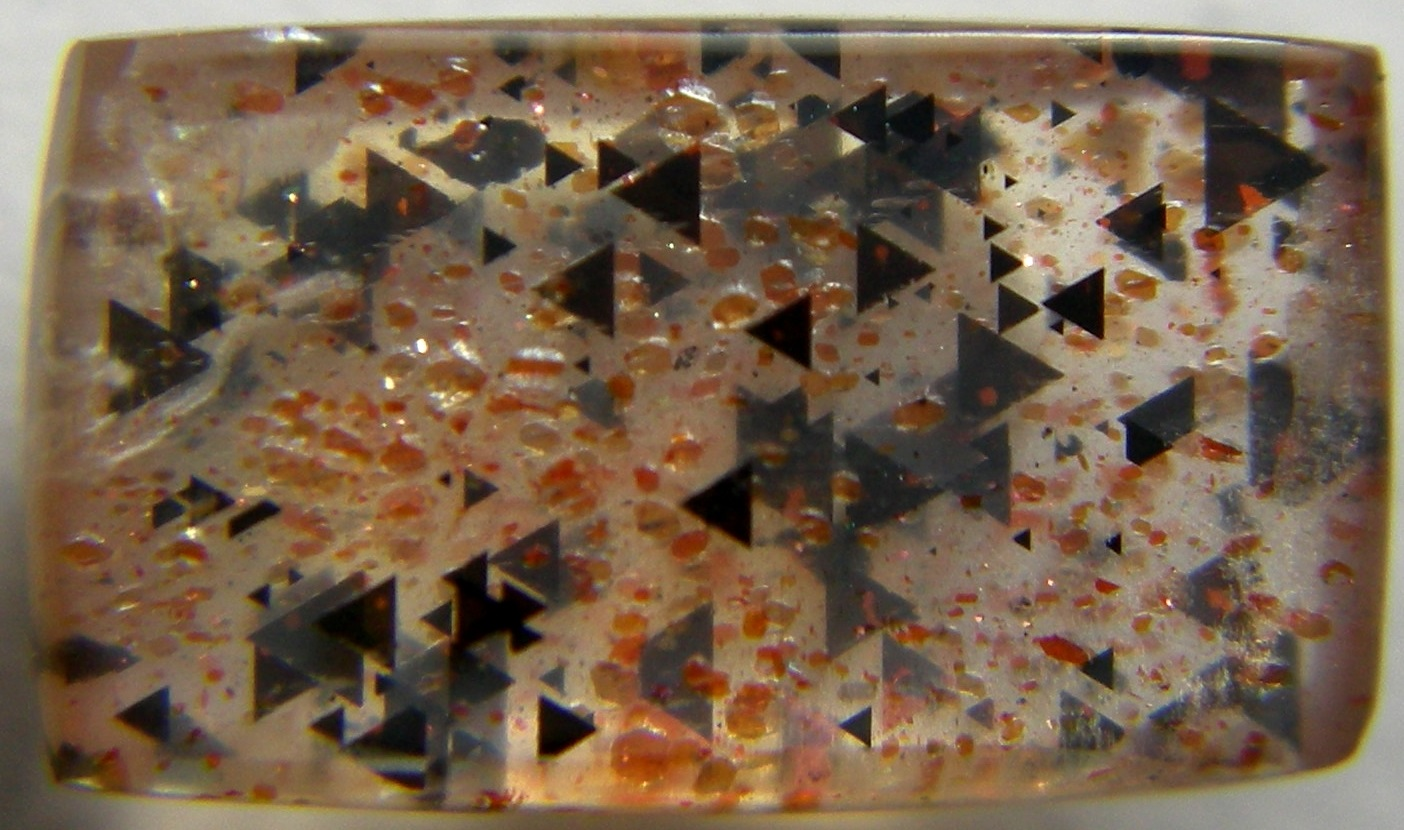
Ortoclasio con inclusioni triangolari di ematite e magnetite

L'ortoclasio possiede cristalli prismatici con sezione quasi perfettamente quadrata e i geminati sono di diverse forme.

## Modificazioni e varietà
L'ortoclasio è dimorfico e sono note diverse varietà di formazione e colore dell'ortoclasio:
- Adularia – prende il suo nome nel 1780 a opera di Ermenegildo Pini, un naturalista lombardo, che ha scelto il termine in onore della località tipo del minerale, il massiccio dell'Adula (in Canton Ticino, nel massiccio del San Gottardo - Svizzera);[17] è pseudo-ortorombico o pseudo-trigonale. È incolore con riflessi dal bianco al blu.[18]
- Paradoxite - feldspato di potassio rosso carne nell'habitus adulare[19]
- Valencianite – adularia lattiginosa e torbida[19]
- Pietra di luna – possiede luccichio piatto bianco-bluastro, simile a quello della luna; tale aspetto è particolarmente enfatizzato nelle pietre preziose dal taglio cabochon.[20]

## Proprietà chimico fisiche
Le due sfaldature secondo due piani ortogonali che formano un angolo quasi perfettamente retto è una delle peculiarità di questo minerale. Se posto su di un cannello a soffiatura il minerale fonde con difficoltà. La sua durezza Mohs è pari a 6 e mostra una rifrazione di 1,52-1,54 circa. L'ortoclasio è solubile in acido fluoridrico (HF), meno solubile in acido cloridrico (HCl).

## Utilizzi
L'ortoclasio è utilizzato nell'industria del vetro, della ceramica e farmaceutica.
Inoltre l'ortoclasio e la sua varietà pietra di luna vengono utilizzate come pietre preziose. A causa della somiglianza di colore e lucentezza, è probabile che l'ortoclasio venga confuso con crisoberillo, citrino, berillo dorato, prehnite, topazio e zircone.

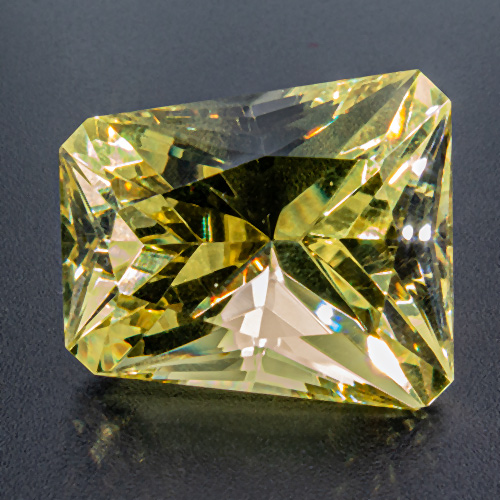
Esemplare di ortoclasio piuttosto grande (43,27 ct) proveniente dal Madagascar
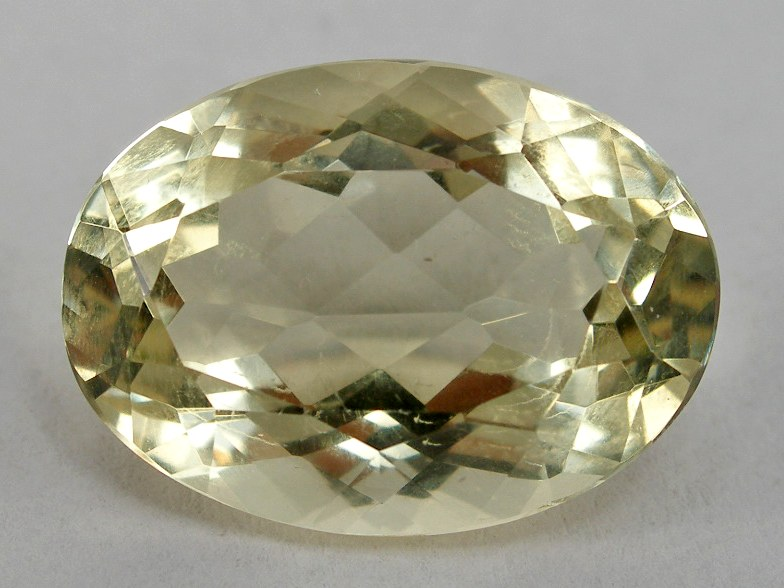
Ortoclasio a taglio brillante ovale proveniente dal Madagascar (dimensioni: 2,0 cm × 1,4 cm × 1,0 cm, circa 15,03 ct)